# Parafia św. Andrzeja Boboli w Potoku
Parafia św. Andrzeja Boboli w Potoku − parafia rzymskokatolicka w archidiecezji przemyskiej, w dekanacie Krosno I. 

## Historia
W 1971 roku ks. Zdzisław Pokrywka rozpoczął odprawianie mszy świętych w Potoku. 30 października 1974 roku dekretem bpa Ignacego Tokarczuka została erygowana parafia, z wydzielonego terytorium parafii Jedlicze. W lutym 1975 roku zbudowano drewniany kościół, który 2 marca 1975 roku poświęcił bp Ignacy Tokarczuk. 
W 1982 roku rozpoczęto budowę murowanego kościoła, według projektu arch. Ewy Bohm.
31 października 1999 roku abp Józef Michalik poświęcił kościół. 20 października 2024 roku abp Adam Szal dokonał konsekracji kościoła.
Na terenie parafii jest 1650 wiernych.
Proboszczowie parafii:
1974–1979. ks. Jan Gocek.
1979–2008. ks. Franciszek Brzyski.
2008–2018. ks. Franciszek Partyka.
2018– nadal ks. Janusz Zajdel.